# Podłężyce
Podłężyce – wieś w Polsce położona w województwie łódzkim, w powiecie sieradzkim, w gminie Sieradz. Leży na wschodnim brzegu Warty.
W latach 1975–1998 miejscowość administracyjnie należała do województwa sieradzkiego.

## Historia
Pierwsza wzmianka z 1402 r. Była już wtedy własnością Podłęskich h. Poraj. W 1552 r. jej właścicielami byli Benedykt i Piotr Podłęscy oraz Albert Popławski. W 1615 r. nabył ją Stanisław Bykowski (zm. 1624), wojewoda sieradzki. W połowie XVIII w. właścicielami majątku zostali Stawiscy h. Gozdawa. Po śmierci Edmunda Stawiskiego w 1890 r., który zmarł bezdzietnie, majątek przeszedł w ręce sukcesorów. W 1912 r. inż. Bronisław Stawiski odkupił część okołodworską (45 ha) z sąsiadującym laskiem (3 ha). Po zakończeniu II wojny światowej rząd komunistyczny dokonał bezprawnego uwłaszczenia 48 ha majątku Stawiskich (uwłaszczeniu podlegały majątki powyżej 50 ha) dzieląc go między okolicznych mieszkańców.
Badania prowadzone przez Edmunda Stawiskiego (1813-1890) w II poł. XIX w. wykazały, że w Podłężycach było cmentarzysko z okresu lateńskiego (400-150 lat p.n.e.) Stwierdzono tu także obecność archeologicznych zabytków z okresu przedrzymskiego i wpływów rzymskich (I w. p.n.e.-IV w.n.e.).
Nieopodal dworu, w stronę rzeki, zidentyfikowano też ślady grodziska stożkowego z XV w., reliktu późnośredniowiecznej rezydencji ówczesnych właścicieli wsi.
Edmund Stawiski herbu Gozdawa (1813 – 1890) zapoczątkował literackie tradycje Podłężyc - jako redaktor „Roczników Gospodarstwa Krajowego”, którymi kierował od 1857, i autor artykułów w „Wiadomościach Archeologicznych”. E. Stawiski pracował i zmarł w dworze w Podłężycach. Kontynuatorem Podłężyc literackich był Światopełk Karpiński (1909 – 1940), który w 1924 spędzał wakacje w Podłężycach. Tu, wspólnie z bratem Zbigniewem (przyszłym architektem – projektantem m.in. Ściany Wschodniej w Warszawie), zredagował pisemko satyryczne „Chitbrom”. Zamieścił w nim wiersz zatytułowany: „Co widział Futurotwór w Podłężycach w roku 1924”. W 2002 Stowarzyszenie na Rzecz Ochrony Krajobrazu i Dorobku Kultury Regionu Nadwarciańskiego im. Edmunda Stawiskiego mające siedzibę w Podłężycach, wydało książkę z esejami i opowiadaniami Romy Alvarado – Łągunionok i Michaliny Łagunionok „To i tamto”. W latach 2003–2006 wydano w Podłężycach zbiór fraszek Jacka Jakubowskiego „Kawałki i kawałeczki, wiersze Lilli Latus „Psia krew”, „Dom nad Bzurą” Mirosława Pisarkiewicza z ilustracjami Ewy Golińskiej – Pisarkiewicz, tomik wierszy Walentnyny Anny Kubik „W zaczarowaniu” oraz Romy Alvarado – Łagunionok „Śpiewnik Werony”.
Stowarzyszenie im. E. Stawiskiego organizuje koncerty i wystawy. Jedną z nich poświęcono malarstwu absolwenta Akademii Monachijskiej Szczepana Andrzejewskiego, który mieszkał i tworzył w pobliskich Woźnikach. Wielokrotnie opisywał odkrycia archeologiczne w Podłężycach archeolog Tadeusz Horbacz. Mirosław Pisarkiewicz opisał Podłężyce literackie w miesięczniku Akant” (nr 2, 2010).

## Zabytki
Murowany dwór z charakterystycznym mansardowym dachem zniszczony został po wojnie przez nieodpowiedzialnych użytkowników. Po założeniu dworskim zostały tylko resztki parku z pomnikowymi okazami wiązów szypułkowych (5,07- i 4,15 m), lipy drobnolistnej, topoli białej, świerków i modrzewi. Ostatnio część parku wraz z budynkiem stojącym na fundamentach poprzedniego dworu przeszła znowu w posiadanie potomka dawnych właścicieli - Andrzeja Stawiskiego, który po powrocie z zagranicy, wraz z żoną Agnieszką Stawiską usiłuje odzyskać część posiadłości i utworzyli tutaj Ośrodek Ochrony Zabytkowego Krajobrazu. Niechęć miejscowych władz samorządowych w Sieradzu do scalania zagrabionych majątków nie wróży jednak pozytywnie tym planom.
Zdjęcie nieistniejącego dworu Stawiskich zrobione przez Br. Stawiskiego jest zamieszczone w dodatku ilustrowanym do nr 15/1925 r. "Kuriera Łódzkiego".
Według rejestru zabytków Narodowego Instytutu Dziedzictwa na listę zabytków wpisany jest obiekt:
- park dworski z aleją dojazdową, poł. XIX w., nr rej.: 164/P-XIII-34 z 8.10.1948 oraz 414/A z 3.12.1996